# Суханов, Максим Александрович
Макси́м Алекса́ндрович Суха́нов (род. 10 ноября 1963, Москва) — советский и российский актёр театра, кино и дубляжа, продюсер, театральный композитор. Дважды лауреат Государственной премии России.

## Биография

### Ранние годы
Мать — Татьяна Константиновна Суханова. Отчим — поэт и журналист Александр Аронов.
Родился 10 ноября 1963 года в Москве. Вырос в творческой семье: дед и бабушка были актёрами, а мать — художницей. До восьмого класса учился музыке у бабушки и приглашённых педагогов. Окончил школу с литературным уклоном.
В актёры, по собственному признанию, попал случайно, так как не хотел идти в армию. Поступил в Театральное училище имени Б. В. Щукина и окончил его в 1985 году (курс Т. К. Коптевой, В. В. Иванова).

### Карьера
С (1985— 2022) актёр Театра им. Евг. Вахтангова. Сотрудничает с театром «Ленком», Театром имени Станиславского, Театром имени Вл. Маяковского. Среди наиболее известных ролей: Амфитрион, Сирано де Бержерак и Король Лир (Театр Вахтангова), Петруччо из «Укрощения строптивой» и Хлестаков из «Ревизора» (МДТ). Лауреат Государственной премии и премии «Золотая чайка» за роль Хлестакова.
В 2022 году уволился из Театра им. Вахтангова в первые дни вторжения России на Украину.
Наиболее известные киноработы: «Страна глухих» и «Женщин обижать не рекомендуется». Сыграл Сталина в телевизионном сериале «Дети Арбата».

### Общественная позиция
В октябре 2008 года подписал открытое письмо-обращение в защиту и поддержку освобождения юриста нефтяной компании ЮКОС Светланы Бахминой. В июне 2012 года, вместе с рядом других российских деятелей культуры подписал открытое письмо в защиту панк-группы Pussy Riot. В 2014—2015 годах высказывался против войны на востоке Украины, оценивая её как «ситуацию ужасного абсурда». Поддержал «Марш мира», проходивший в Москве в сентябре 2014 года.
Отказался от званий народного и заслуженного артиста Российской Федерации, назвав это «подачкой со стороны власти». В 2018 году принял участие в проекте «Новой газеты» в поддержку заключённого в России украинского режиссёра Олега Сенцова. Считает, что Сталина нужно записать в самые большие преступники и запретить установку памятников в его честь.

### Личная жизнь
Первая жена — актриса и педагог Дарья Михайлова, дочь Василиса (род. 1988).
Вторая жена — актриса и певица Лада Марис, дочь Софья (род. 1993).
Третья жена — журналистка, писательница, фотограф и сценаристка Этери Чаландзия.

## Театральные работы

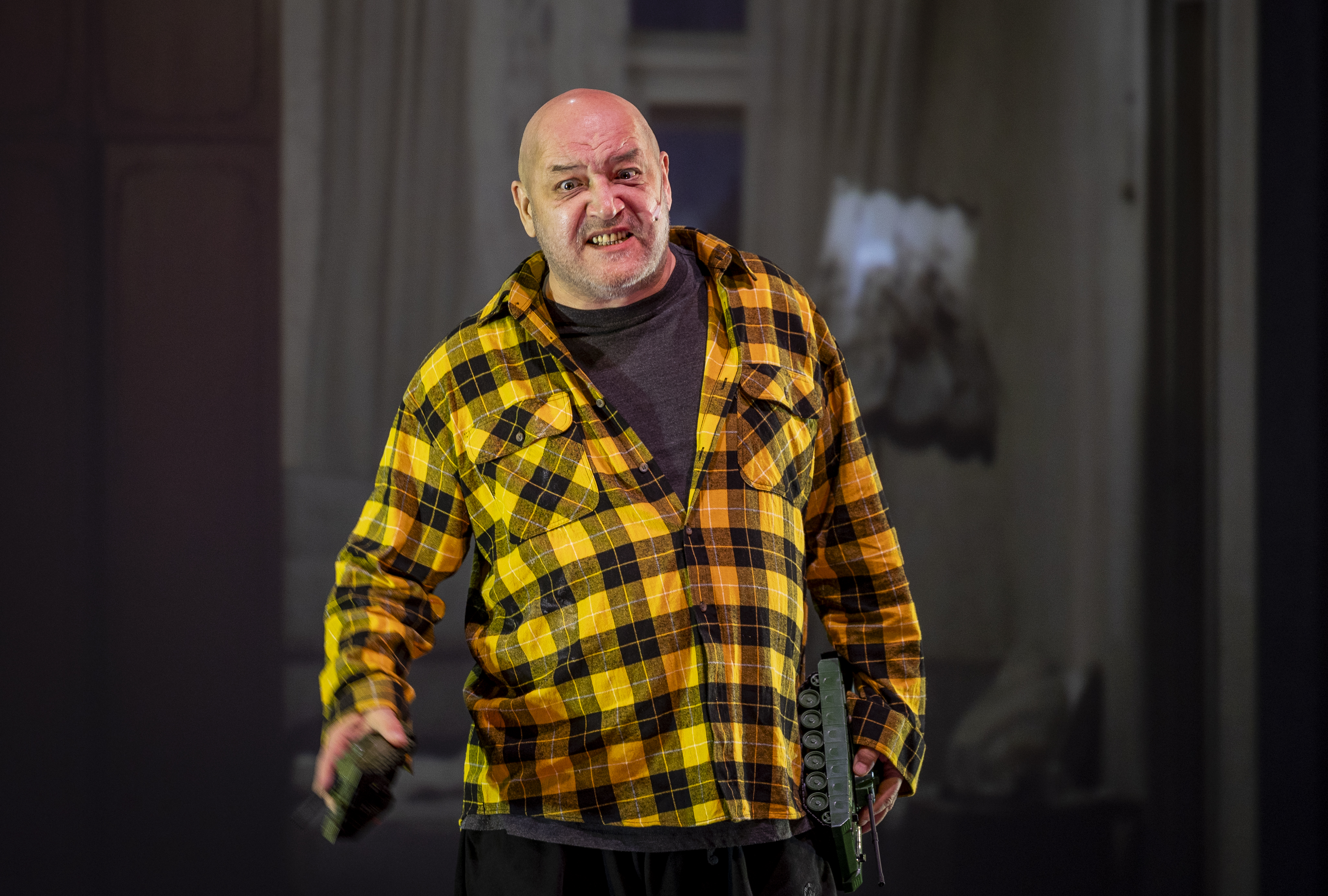
Максим Суханов в постановке Дмитрия Крымова «Записки сумасшедших»,
2025 г.

### Московский драматический театр имени К. С. Станиславского
- 1996 — «Хлестаков» — Хлестаков
- 1997 — «Тот этот свет»
- 1999 — «Укрощение строптивой»
- 2008 — «Предательство» — Роберт (на сцене МДТ имени К. С. Станиславского до 2011 года, далее — в театре имени Е. Вахтангова)

### Театр имени Е. Б. Вахтангова
- 1988 — «Стакан воды» Э. Скриба — Мешем
- 1989 — «Зойкина квартира» М. Булгакова — Аметистов
- 1989 — «Брестский мир» М. Шатрова — Оратор
- 1990 — «Государь ты наш батюшка» Ф. Горенштейна — Пётр I
- 1998 — «Амфитрион» Мольера — Меркурий
- 2001 — «Сирано де Бержерак» Э. Ростана — Сирано де Бержерак
- 2003 — «Лир» Шекспира — Лир
- 2005 — «Дон Жуан и Сганарель» — Дон Жуан
- 2011 — «Ветер шумит в тополях» — Фернан
- 2011 — «Предательство» — Роберт
- 2014 — «Безумный день, или Женитьба Фигаро» — Граф Альмавива

### Антреприза
- 1990 — «Король умирает» Э. Ионеско — доктор
- 1991 — «Саломея, царевна иудейская» — Ирод
- 1994 — «Банан» Э. Ионеско — муж
- 2007 — «Коллекция Принтера» — Г. Пинтер
- 2014 — «Возвращение домой» — Г. Пинтер
- 2024 — «Записки сумасшедших» — он

### Композитор
- 2002 — Страстное и сочувственное созерцание

## Фильмография

### Актёрские работы
- 1985 — Тихая застава — Левко
- 1986 — Одинокий автобус под дождём — Цырин
- 1987 — Честь имею — Фыря
- 1987 — Учительница первая моя… — мужик в ресторане
- 1994 — Лимита — Сергей Сергеевич Макаров
- 1997 — Наташа — Сергей
- 1998 — Страна глухих — «Свинья»
- 1999 — Мама — начальник психиатрической больницы
- 1999 — Женщин обижать не рекомендуется — Александр Петрович («Будильник»), заместитель Веры Кирилловой
- 2000 — 24 часа — Феликс, профессиональный убийца по прозвищу «Бриллиант»
- 2003 — Театральный роман — Иван Васильевич / Пётр Бомбардов
- 2004 — Пан или пропал — Станислав Вершилло
- 2004 — Богиня: как я полюбила — Михаил Константинович, профессор
- 2004 — Дети Арбата — Сталин
- 2005 — Случайный взгляд (короткометражный)
- 2006 — Знаки любви — Яша Слон / Казанова
- 2006 — Обратный отсчёт — Денис Владимирович Нечаев, полковник ФСБ
- 2007 — 20 сигарет — Мануил Петрович
- 2008 — Обитаемый остров — Папа
- 2009 — Человек, который знал всё — Николай Шимкевич
- 2010 — Москва, я люблю тебя! (новелла «Улыбка летней ночи») — ангел
- 2010 — Утомлённые солнцем 2. Предстояние — Сталин
- 2011 — Утомлённые солнцем 2. Цитадель — Сталин
- 2011 — Борис Годунов — Борис Годунов
- 2011 — Мишень — Виктор Челищев, министр недр и природных ресурсов России
- 2011 — Орда — Алексий, митрополит Киевский и всея Руси
- 2012 — Роль — Николай Павлович Евлахов / Игнат Васильевич Плотников
- 2014 — Куприн. Впотьмах — Сергей Григорьевич Кашперов, богатый заводчик, отец Лизы
- 2016 — Викинг — Свенельд, воевода Великого князя Святослава Игоревича
- 2017 — Мифы — Кока, уголовник
- 2017 — Три сестры — Александр Игнатьевич Вершинин, полковник
- 2017 — Мот Нэ — Унху, муж Дины
- 2018 — Этюды о свободе — Михаил
- 2018 — Сквозь чёрное стекло — Островой
- 2019 — Волшебник — Ефим (Фима) Александров (Волшебник), рок-музыкант
- 2019 — Тёмная как ночь. Анна Каренина 2019 (к/м) — Алексей Александрович Каренин
- 2020 — Один вдох — Вадим Батьяров
- 2020 — Гипноз — доктор Волков
- 2020 — Маша — крёстный
- 2021 — Северный ветер — кузен Борис
- 2021 — Топи — Хозяин / Виталий Вениаминович Алябьев

### Продюсер
- 2003 — Дни Ангела
- 2004 — Посылка с Марса
- 2007 — 20 сигарет
- 2008 — Дачница

### Озвучивание
- 2003 — Олдбой — О Дэ Су
- 2006 — Тихий Дон — Григорий Мелехов (роль Руперта Эверета)
- 2007 — Мастер и Маргарита (аудиокнига, «Союз») — Иешуа, Мастер, Пилат

### Аудиокниги
Виктор Пелевин «СПИ» 
- «Академия. Основная трилогия» (романы Айзека Азимова «Основание», «Основание и Империя» и «Второе основание») (2022).
- «Цивилизация статуса» (научно-фантастический роман Роберта Шекли) (2017).

### Документальные фильмы
- 2012 — съёмки в фильме «Болотная лихорадка»[15].

## Признание и награды
- Лауреат Государственной премии (1996, за спектакль «Хлестаков»);
- Премия «Ника» в номинации «Роль второго плана» (1998, за фильм «Страна глухих»);
- Премия «Золотой овен» в номинации «Лучшая мужская роль» (2000, за фильм «Женщин обижать не рекомендуется»);
- Лауреат Государственной премии (2001, за спектакль «Сирано де Бержерак»);
- Премия «Золотая маска» (за роль Сирано в спектакле «Сирано де Бержерак»);
- Премия «Чайка» (за лучший актёрский дуэт, с Александром Сириным, 2007 год)
- Премия «Ника» в номинации «Мужская роль второго плана» (2009, за фильм «Человек, который знал всё»);
- 2012 — XVIII Российский кинофестиваль «Литература и кино» в Гатчине — приз за лучшую мужскую роль (фильм «Борис Годунов»)[16];
- 2013 — номинация на премию «Золотой орёл» за лучшую мужскую роль в кино (митрополит Алексий, фильм «Орда»)
- 2013 — премия «Ника» за лучшую мужскую роль (митрополит Алексий, фильм «Орда»)
- 2013 — 17 МКФ «Тёмные ночи», Таллинн — приз за лучшую мужскую роль (фильм «Роль»)[17]
- 2014 — номинация на премию «Ника» за лучшую мужскую роль (фильм «Роль»)
- 2014 — IV Забайкальский международный кинофестиваль (Чита) — приз за лучшую мужскую роль (фильм «Роль»)[18]
- 2020 — IV Кинофестиваль «17 мгновений…» имени Вячеслава Тихонова — Приз «Лучшая мужская роль» (фильм «Волшебник»)[19]
- 2021 — Орден Дружбы (10 сентября 2021 года) — за большой вклад в развитие отечественной культуры и искусства, многолетнюю плодотворную деятельность[20]

## Публикации
- Василинина И. Максим Суханов // Театр имени Евг. Вахтангова / Ред.-составитель Б. М. Поюровский. М.: Центрполиграф, 2001. С.326—337, фото. («Звёзды московской сцены») — ISBN 5-227-01251-2